# Агенција за државну управу Републике Српске
Агенција за државну управу Републике Српске је републичка управна организација која за свој рад одговара Влади Републике Српске. Има својство правног лица.

## Надлежности
Агенција за државну управу Републике Српске обавља управне и друге стручне послове који се односе на:
- установљавање и спровођење јединствених правила и процедура за запошљавање, именовање, постављање, оцјењивање и напредовање државних службеника,
- планирање и реализовање у сарадњи са органима управе властитог органа и кадровских потреба тих органа,
- предлагање стратегије, доношење програма обучавања и општег стручног усавршавања државних службеника за све органе управе, као и примјена наведене стратегије и програма самостално или у сарадњи са другим органима и организацијама,
- предлагање Влади начина полагања стручног испита за рад у управи, доношење програма и организовање полагања испита за рад у републичкој управи,
- утврђивање највиших стандарда, правила и процедура руковођења у органима републичке управе,
- припремање и вођење Централног регистра државних службеника (кадрова),
- пружање стручне помоћи органима републичке управе у планирању, запошљавању и одлучивању о правима и обавезама државних службеника,
- подношење извјештаја и информација на захтјев републичке законодавне и извршне власти,
- издавачку дјелатност у вези са обуком и стручним усавршавањем државних службеника и
- друге послове у складу са законом.

## Организација
На челу Агенције за државну управу Републике Српске се налази директор кога поставља Влада Републике Српске.
Директору су потчињена три одјељења, на челу челу са начелницима, и Секретаријат, на челу са секретаром.
Три одјељења Агенције за државну управу су:
- Одјељење за планирање и запошљавање
- Одјељење за обуку и аналитичке послове
- Одјељење за централну кадровску евиденцију.